# Nieznajowa
Nieznajowa (j. łemkowski Незнайова) – łemkowska wieś w Polsce położona w województwie małopolskim, w powiecie gorlickim, w gminie Sękowa, nad potokiem Zawoja dopływem Wisłoki.
Wieś królewska starostwa bieckiego w powiecie bieckim województwa krakowskiego w końcu XVI wieku.
W latach 1975–1998 miejscowość administracyjnie należała do województwa nowosądeckiego.

## Historia
Wieś była lokowana w 1546 r. na prawie wołoskim.  W 1581 r. Nieznajowa składała się z 2 gospodarstw, w 1785 r. zamieszkiwało ją 296 grekokatolików i 7 żydów, w 1886 r. – 332 mieszkańców, zaś w 1936 r. – 250.

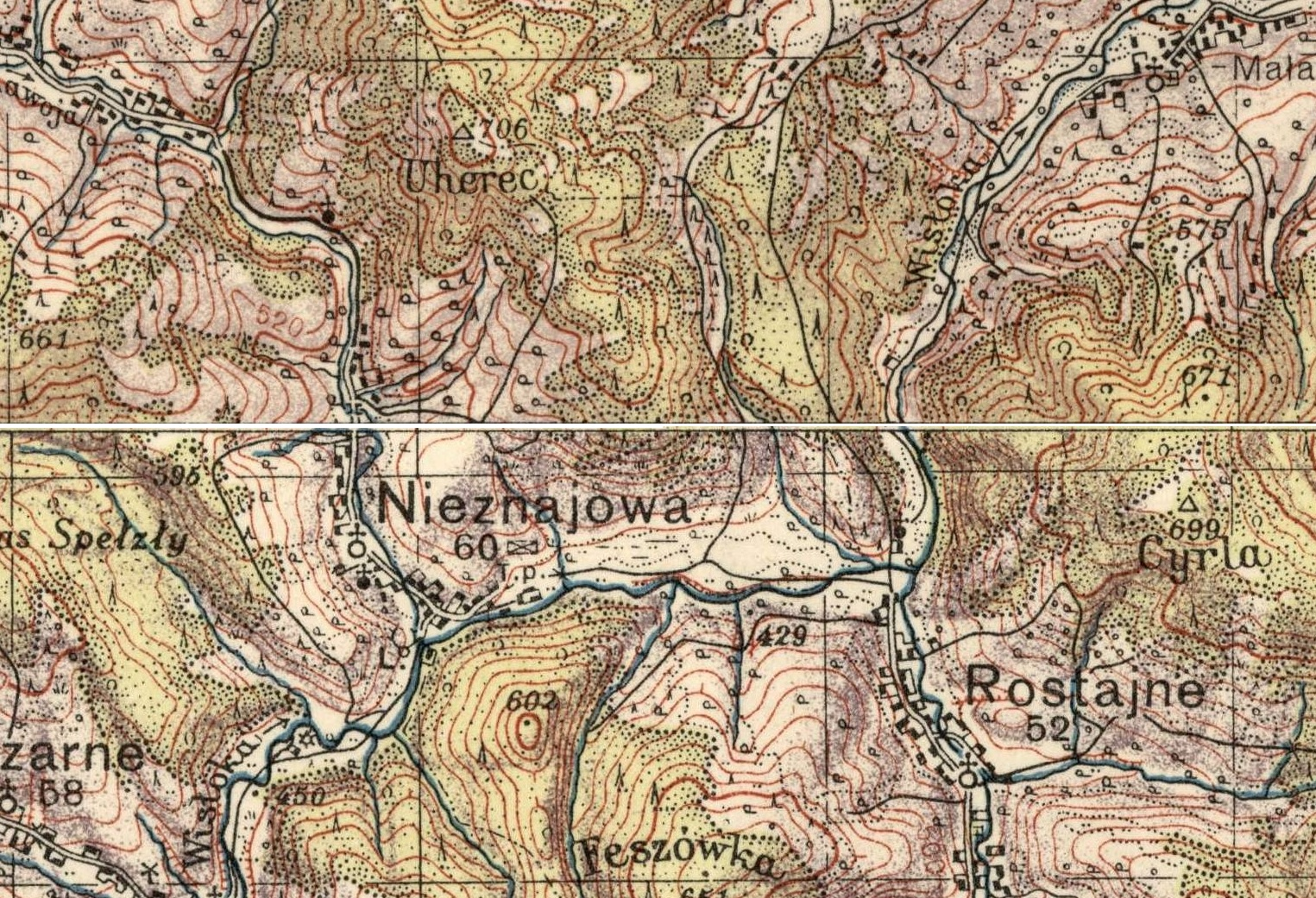
Nieznajowa na mapach Wojskowego Instytutu Geograficznego z 1938 roku, skala 1:100 000 (arkusze: Jasło, Jaśliska)

W 1780 r. wybudowano cerkiew greckokatolicką pw. śś Kosmy i Damiana. Użytkowano ją do 1930, kiedy wybudowano drugą cerkiew – prawosławną.
Wieś znana była w okolicy z odbywających się tu co 2 tygodnie targów (głównie handel bydłem) i jarmarków (4 razy do roku: na Wniebowstąpienie, 13 sierpnia, 10 września i 30 października).  W 1928 r. greckokatoliccy mieszkańcy przeszli na prawosławie. W latach trzydziestych XX wieku działały tu dwa duże młyny. W 1938 r. we wsi było 60 domów, 2 cerkwie, kapliczka, poczta, leśniczówka, tartak parowy. Po II wojnie światowej większość mieszkańców (Łemkowie) została wysiedlona  do ZSRR, reszta przeniosła się do pobliskiego Czarnego. Po dawnych mieszkańcach zostały do dziś tylko nieliczne ślady zabudowań i kamienne łemkowskie krzyże przydrożne, a także kilkanaście cmentarnych nagrobków. Nie ocalała natomiast drewniana cerkiew Świętych Kosmy i Damiana, jedna z ładniejszych w okolicy. Zawaliła się w 1964 r. Niektóre jej elementy znajdują się w cerkwi-muzeum w Bartnem. Cerkiew prawosławną rozebrano przed 1956 r.
Obecnie w miejscowości znajduje się kilka zabudowań, w tym czynna okresowo chatka studencka („Chatka w Nieznajowej”).
Szlaki piesze
- Bartne – Banica – Wołowiec – Nieznajowa – Radocyna – Konieczna

## Galeria

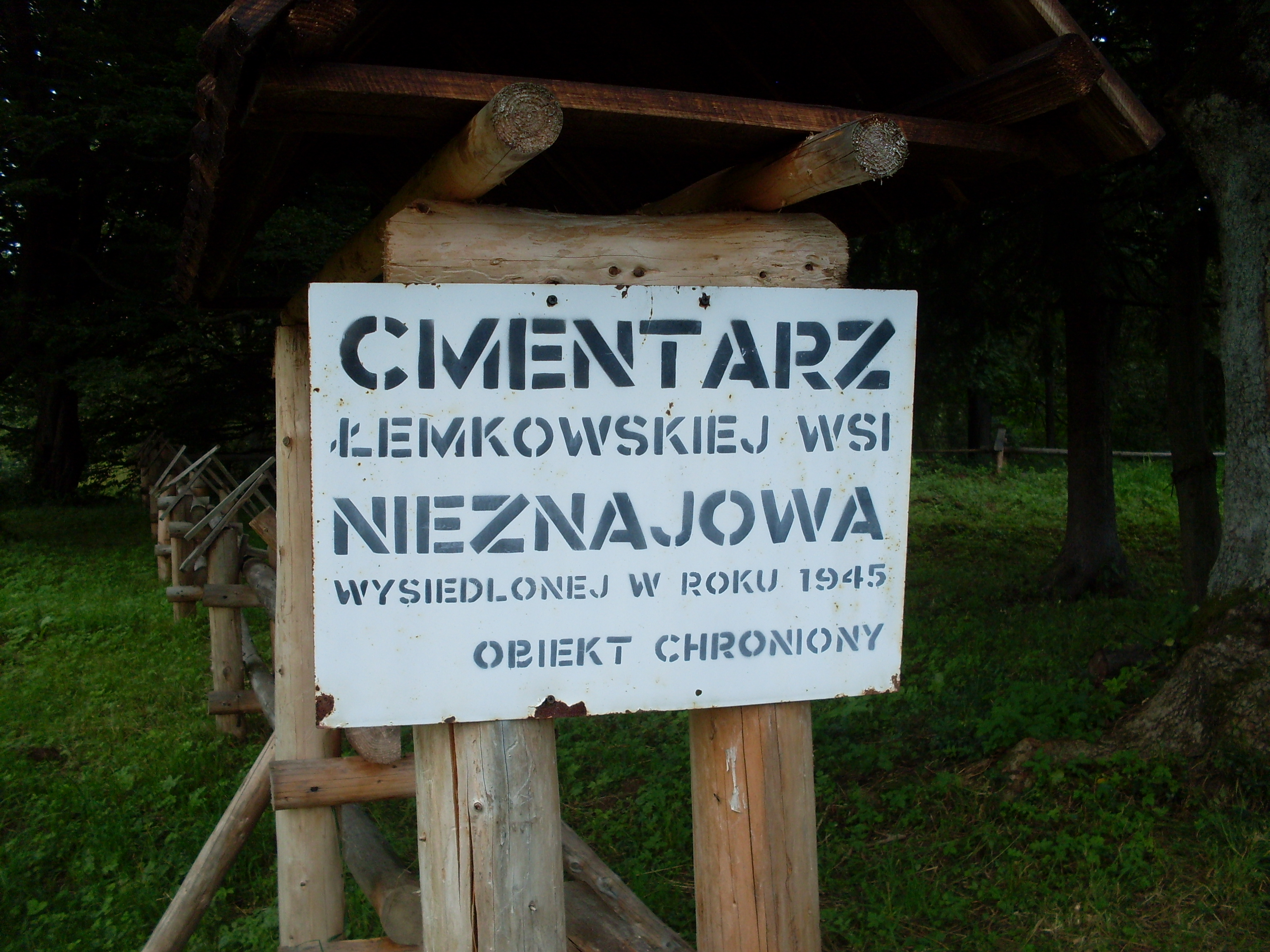
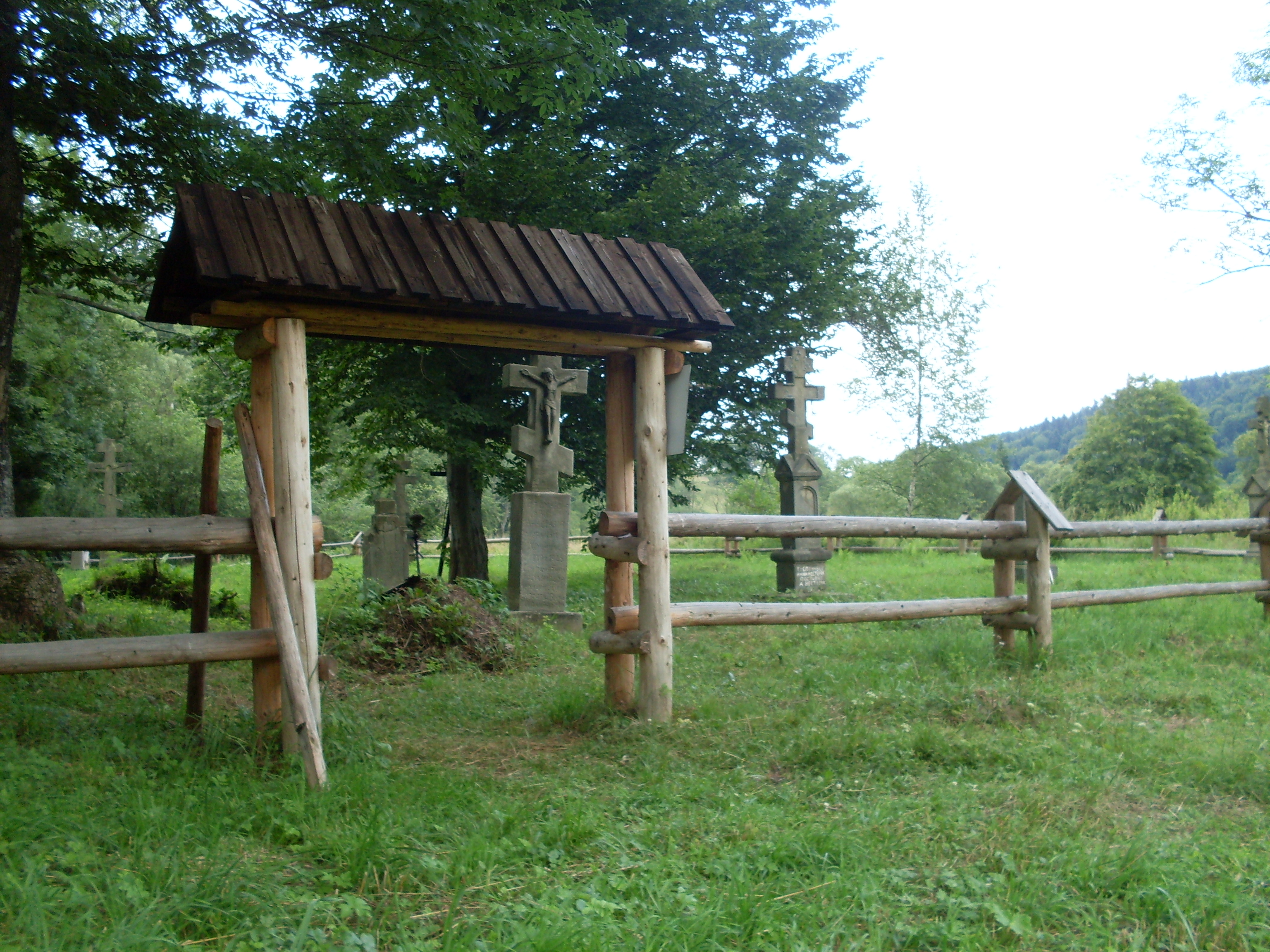
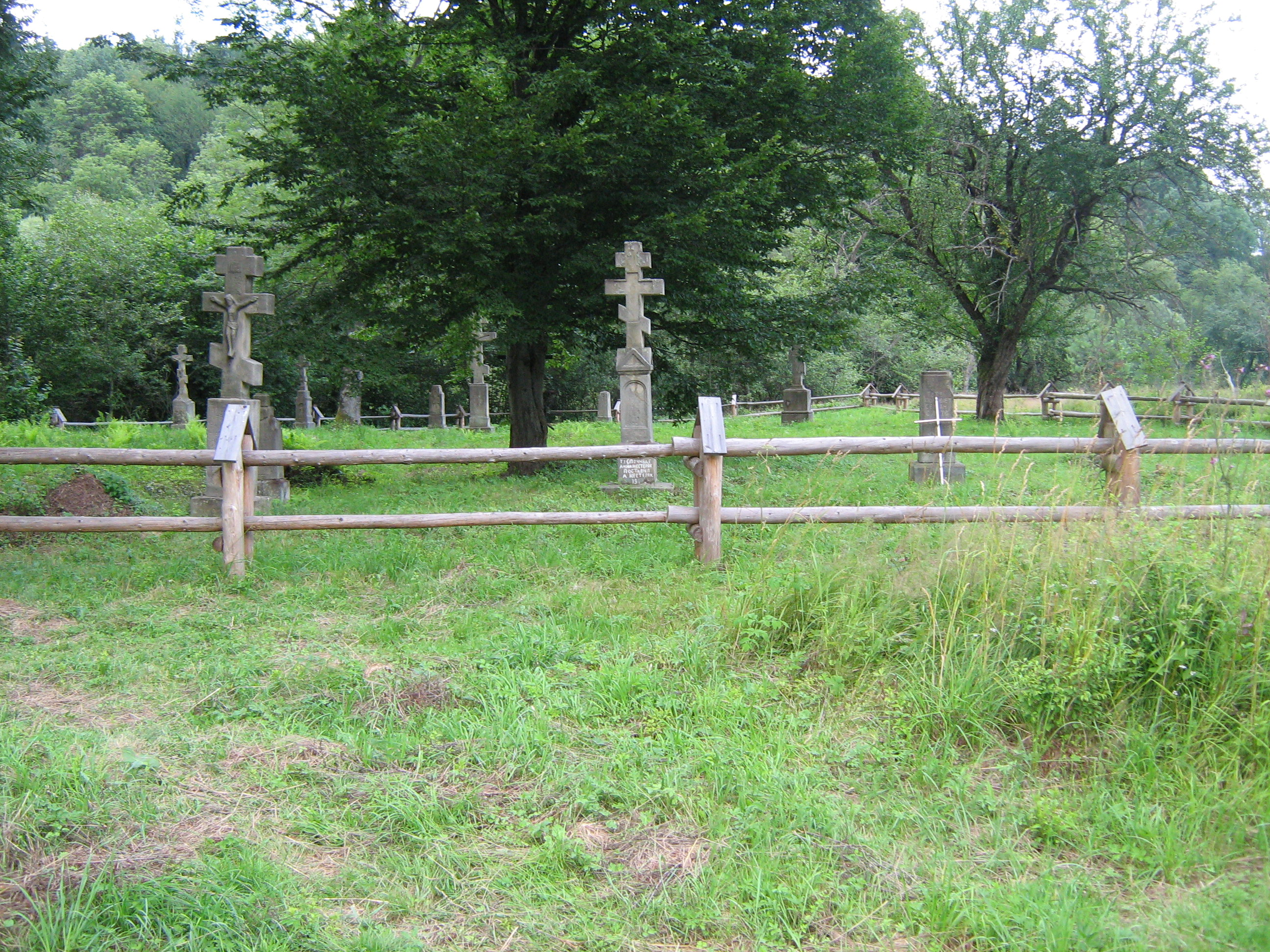
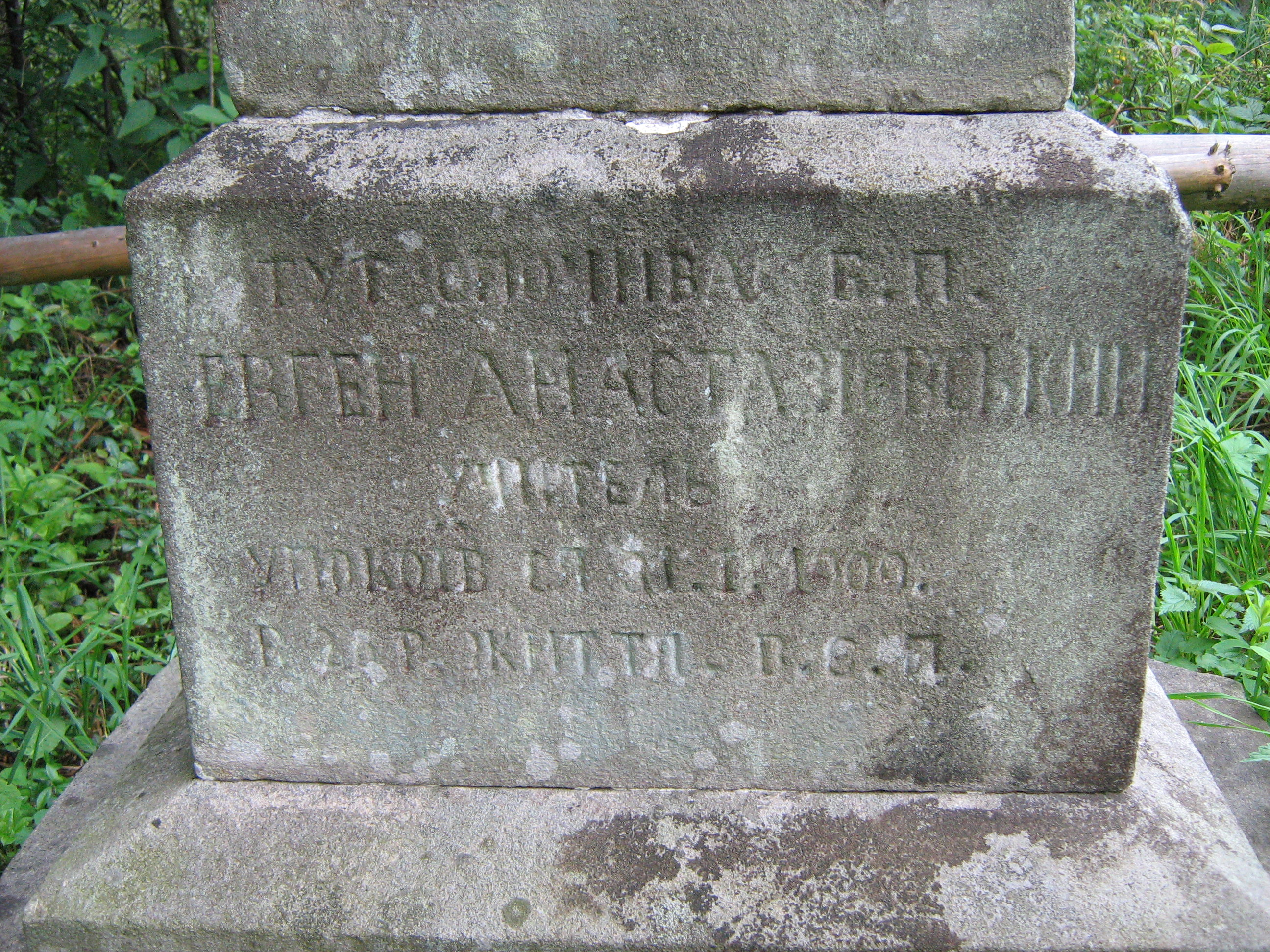

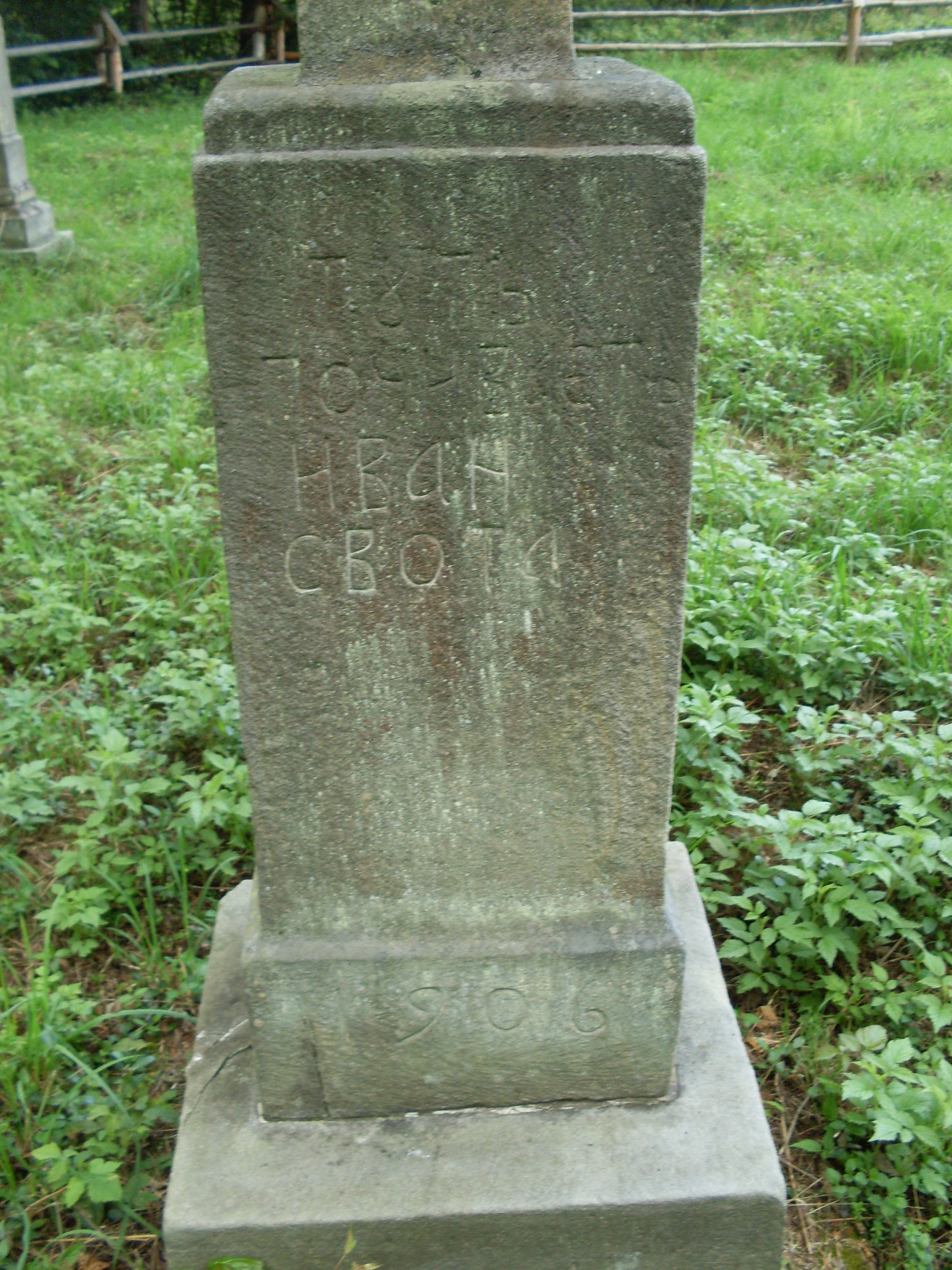
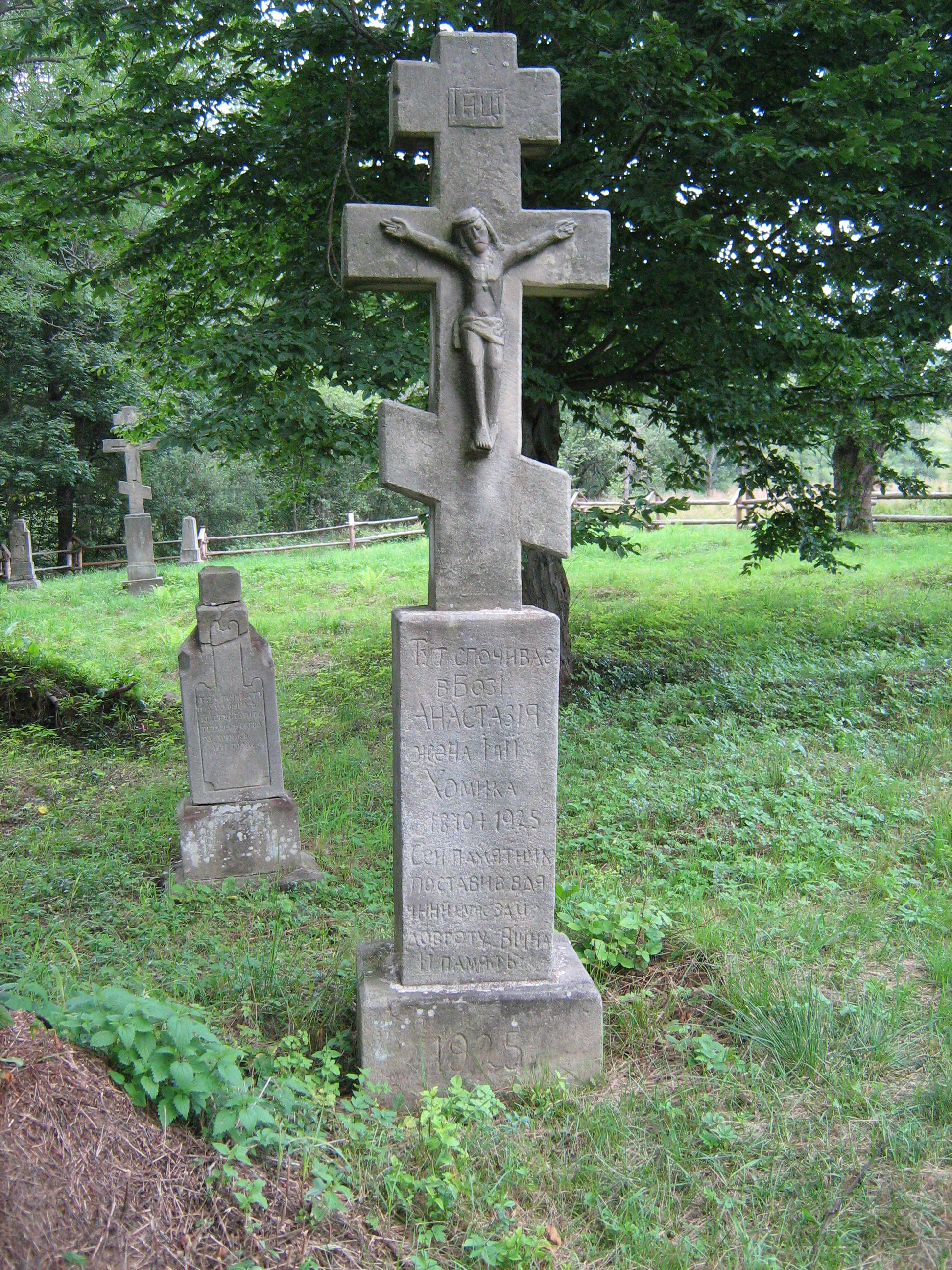
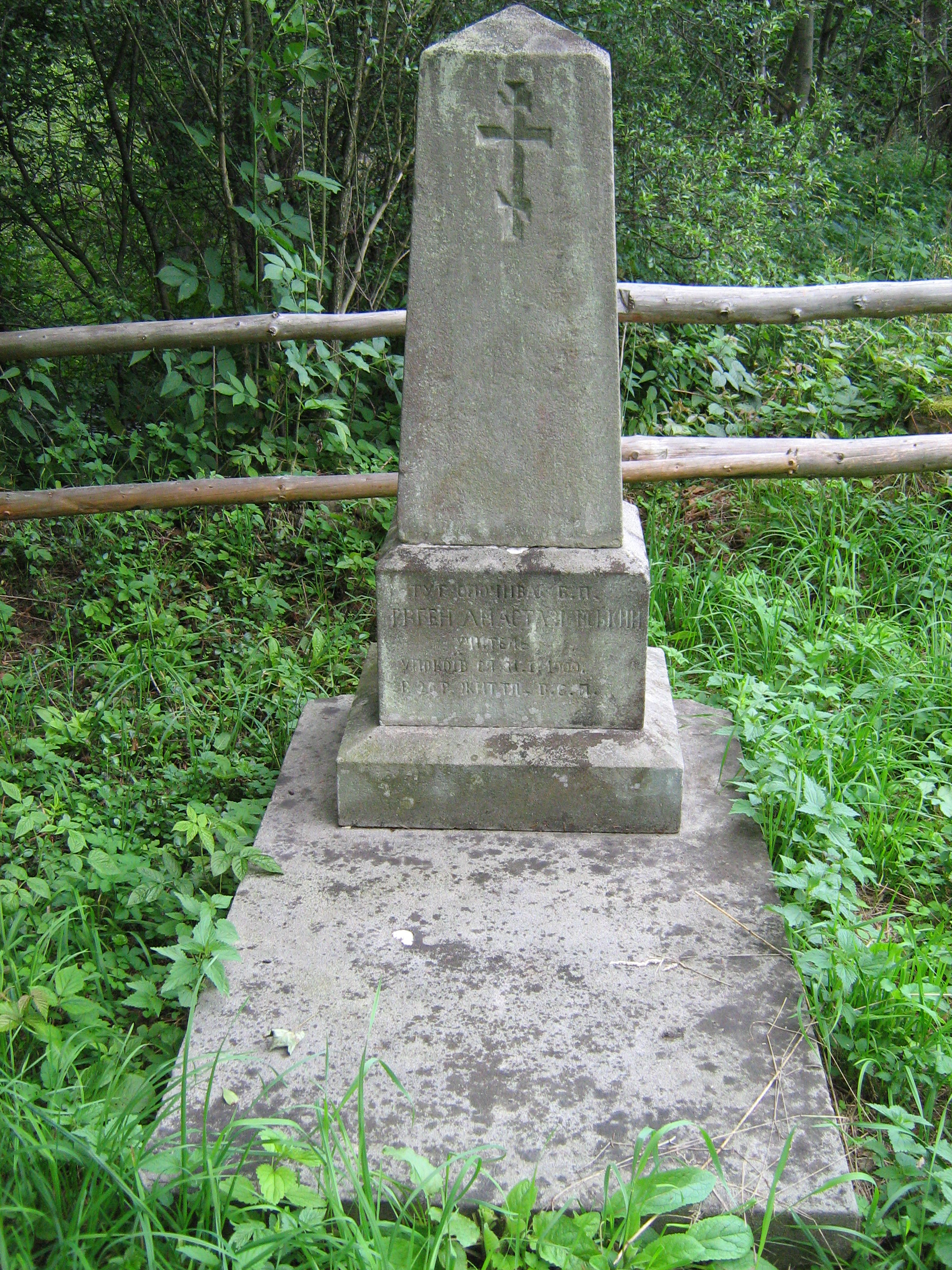
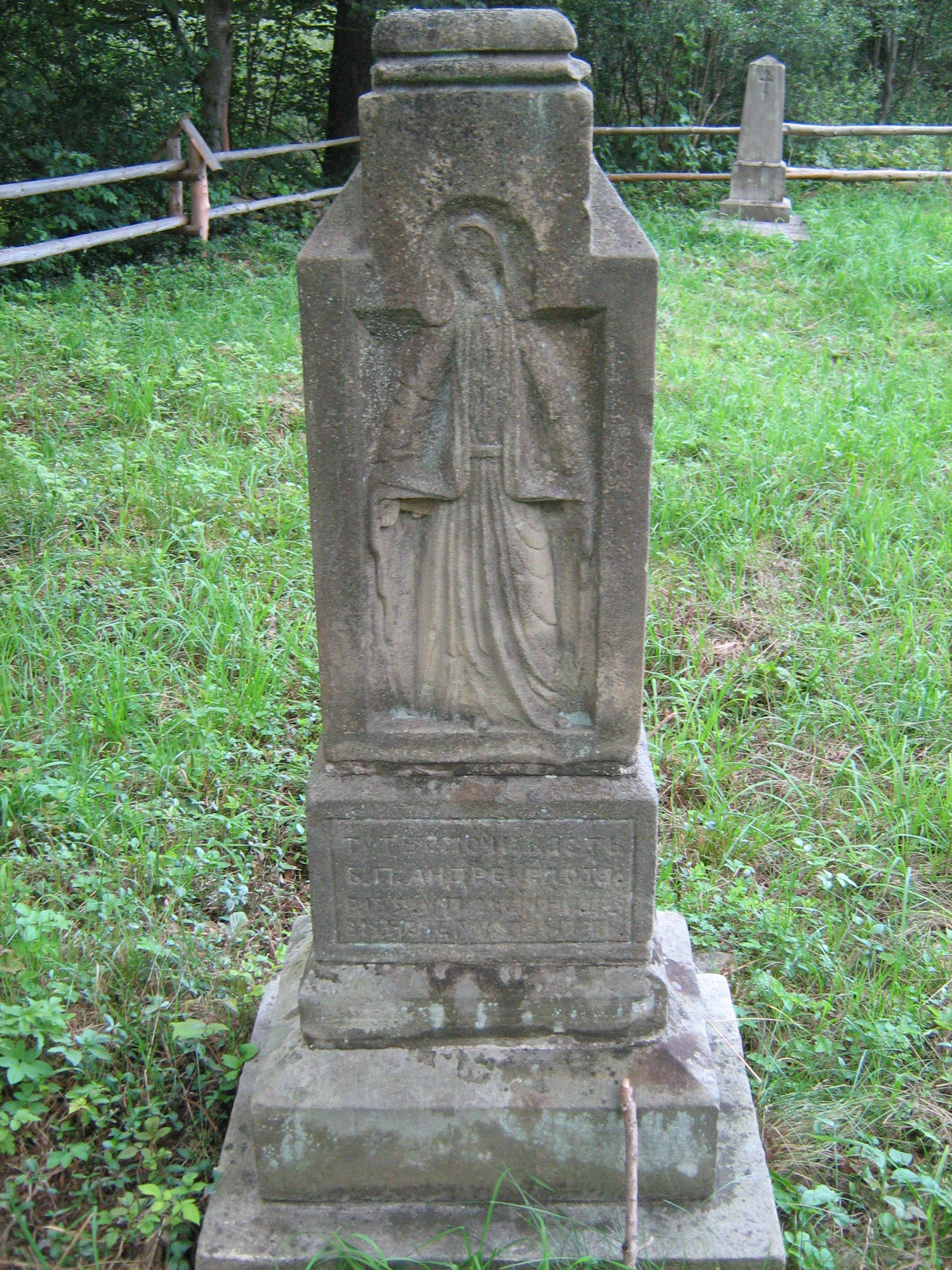
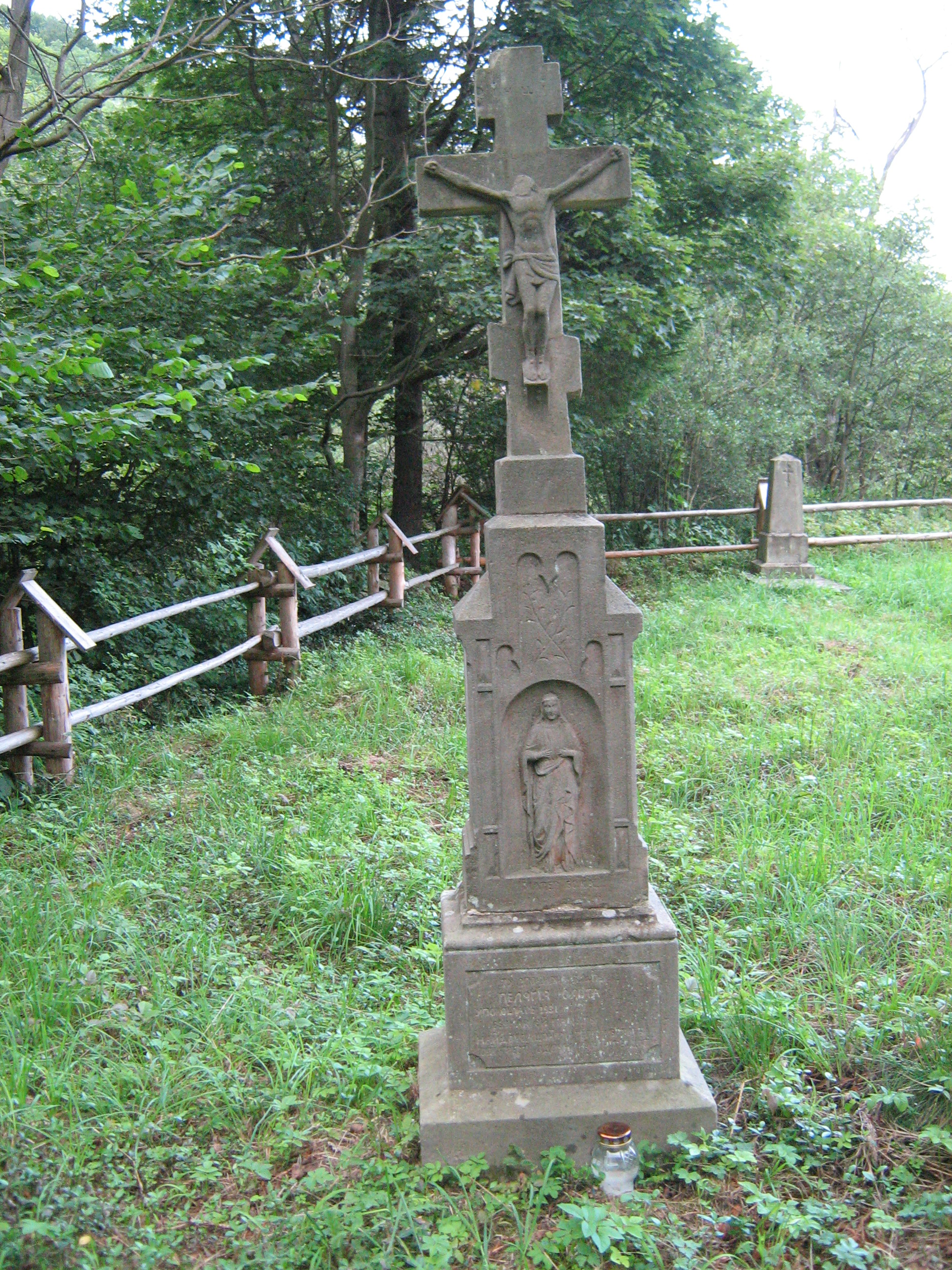
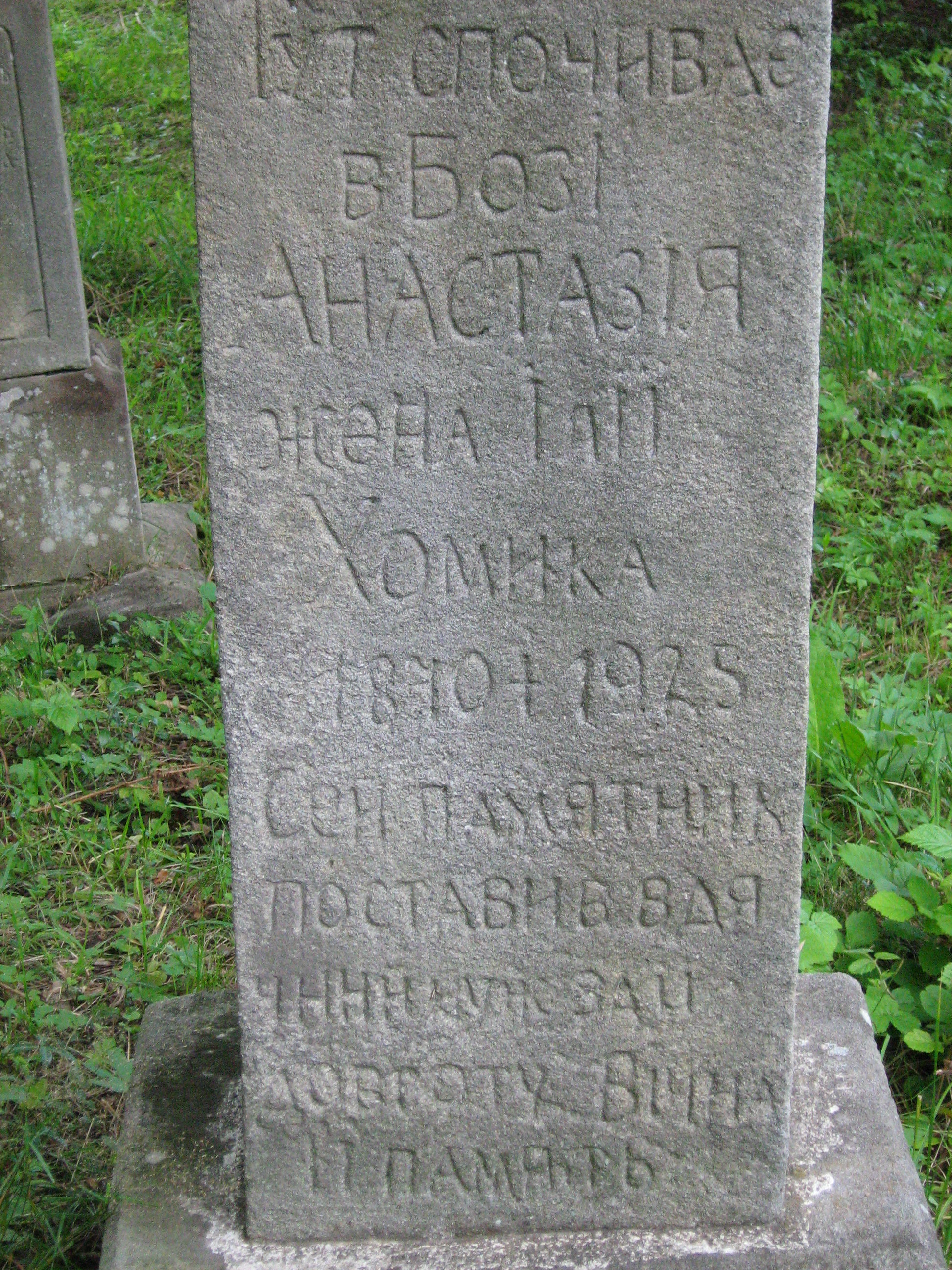